# 加藤聖
加藤　聖（かとう ひじり、1992年9月26日 - ）は、株式会社Fuzeaに所属している岐阜県出身のモデル、タレント、俳優。

## 人物
- 趣味：料理/音楽鑑賞/ギター・ベースを弾く事　少女漫画を読むこと [2][出典無効]
- 特技：作曲（DTM） [2]

## 広告
- 2015年9月～　GATSBYスタイリンググリース　クラシカルアレンジ　イメージモデル
- 2016年1月～　SPINNS

### WEB
- 2015年　GATSBY セルフテクニックムービー

### ファッションショー
- 2014年　5ivestar

### 演技
- 2015年4月空感エンジンプロデュース「LIFE」～未来のあなたの為に～ 司役
- 2015年8月空感エンジンプロデュース「オサエロ」 稲島陽一役
- 2015年10月空感エンジンプロデュース「PRIDE」 大石清役
- 2016年3月空感エンジンプロデュース「SAKURA」 主演　田上真蔵役

## 出演

### 雑誌
- chokichoki 2014年（内外出版社）
- FRUITS 2014年（ストリート編集室）
- TOKYO graffiti 2014年（グラフィティ）
- Men's PREPPY 2014年（エイ出版社）
- FINEBOYS 2015年（日之出出版）
- Popteen 2015年 (角川春樹事務所）
- Fine 2015年 (日之出出版）
- Samurai ELO 2016年（三栄書房）
- FRESHERS MAGAZNE 2016年（マイナビ）

### テレビ
- 2015年 - キュンメンミニッツ（CSCX）
- 2016年 - さよなら、フーテン人生〜フーテン達が自分を変える720時間山ごもり〜（日本テレビ 2016/10/18-）
- 2016年12月20日 - さよなら、フーテン人生〜フーテン達が自分を変える720時間山ごもり〜（1時間SP）